# Crni Potok (Podcrkavlje)
Crni Potok je naselje u općini Podcrkavlje u Brodsko-posavskoj županiji. Nalazi se istočno od Podcrkavlja na Dilj gori. Selo 20 godina nema nijednog stanovnika pa mu prijeti pripajanje jednom od susjednih naselja.

## Župna crkva
U selu se nalazi mala crkvica Male Gospe.

## Stanovništvo
Prema popisu stanovništva iz 2011. godine Crni Potok nije imao stanovnika, posljednjih dvoje stanovnika napustili su selo prije nekoliko godina, stanovnicu su se iseljavali u sela bliže gradu Bukovlje, Podcrkavlje, Rastušje, Podvinje i ostala sela.
| broj stanovnika | 101   | 113   | 88    | 96    | 97    | 103   | 115   | 117   | 110   | 114   | 95    | 23    | 11    | 5     |       |       |       |
|                 | 1857. | 1869. | 1880. | 1890. | 1900. | 1910. | 1921. | 1931. | 1948. | 1953. | 1961. | 1971. | 1981. | 1991. | 2001. | 2011. | 2021. |

Crni Potok se od 1910. do 1971. godine iskazivano pod imenom Crni Potok Brodski.

## Vanjske poveznice
- Povijest i slike Crnog Potoka